# Велика Жмеринка
Велика Жмеринка — одна з найбільших місцевостей Жмеринки, колишнє село, яке брало участь у створенні міста.

## Історія
Велика Жмеринка – село із залізничним поселенням. Тут селилися майстрові люди із різних сіл жмеринської землі, які на початку ХХ ст. будували залізничний вокзал. Після завершення спорудження будівлі вокзалу місцевість почали заселяти машиністи, ремісники, а в нижній частині Верхньої Базарної традиційно селились євреї, оскільки за їхньою думкою, той, хто живе ближче до базару, той швидше зможе провернути «ґешефт».
Село Велика Жмеринка в середині ХІХ — на початку ХХ століття було у власності дворян Ковенської губернії — графів Емануїла і Вікторії Олександровичів де Шуазель-Гуф'є, римо-католиків за віросповіданням.